# Eurymerodesmus crassatus
Eurymerodesmus crassatus är en mångfotingart som beskrevs av Shelley 1989. Eurymerodesmus crassatus ingår i släktet Eurymerodesmus och familjen Eurymerodesmidae. Inga underarter finns listade i Catalogue of Life.